# Lothringer Lein

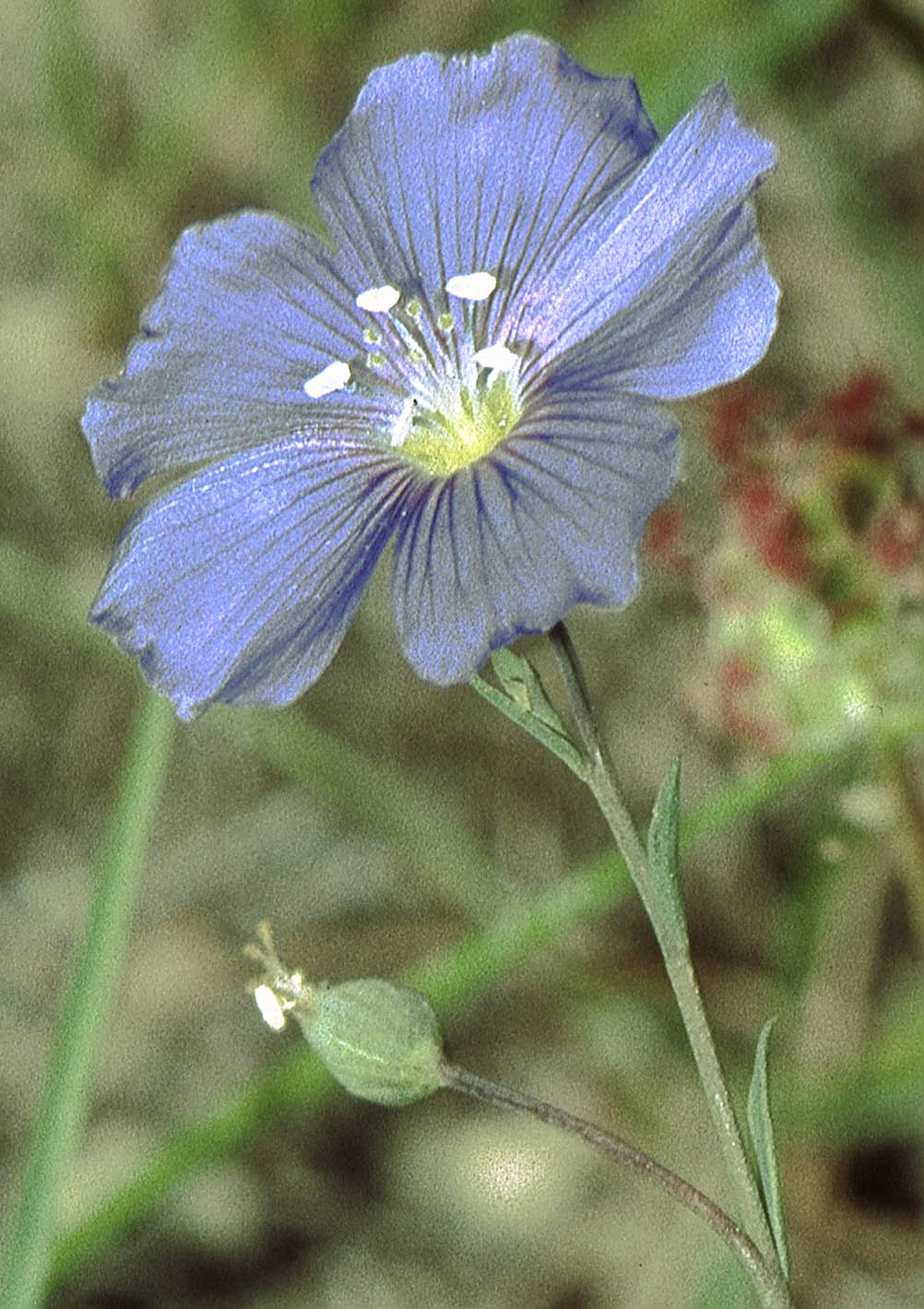
Lothringer Lein (Blüte)

Der Lothringer Lein (Linum leonii) ist ein nur in Mitteleuropa vorkommender, sehr seltener Angehöriger der Leingewächse (Linaceae). Er blüht von Mai bis Juli.

## Erscheinungsbild
Die mehrjährige krautige Pflanze erreicht eine Wuchshöhe von etwa 5 bis 15 cm. Der Stängel ist zunächst niederliegend, zur Blütezeit aufsteigend, zur Fruchtreife dann wieder herabgebogen oder liegend und nahe dem Grund verzweigt. Er ist oft geschlängelt, zierlich und armblütig (meist 1- bis 6-blütig). Die Stängelblätter sind lineal geformt, sehr fein, glatt, ca. 0,5 bis 2 mm breit und an den nichtblühenden Trieben sehr dicht stehend. Die äußeren Kelchblätter sind lanzettlich bis schmal-lanzettlich zugespitzt, die inneren sind länglich-oval bis eiförmig, etwa 3,5 bis 6 mm lang und ebenfalls kurz zugespitzt. Die Kronblätter sind meist kräftig blau gefärbt, ca. 4 bis 6 mm breit, 8 bis 14 mm lang und bedecken sich gegenseitig nicht. Die Fruchtstiele sind seitlich abgebogen und nicht abwärts gekrümmt. Die Kapseln haben eine Länge von etwa 5 bis 7 mm. Die Samen sind nur unter der Spitze am Innenrand schwach und undeutlich hautrandig.
Die Chromosomenzahl beträgt 2n = 18.

## Verbreitung

### Standortansprüche
Linum leonii wächst in lückigen Trockenrasen. Er bevorzugt warme, nährstoffarme, kalkreiche, steinige Lehmböden. Er ist eine Charakterart der Ordnung Brometalia.

### Allgemeine Verbreitung
Der Lothringer Lein ist ausgesprochen selten. Er kommt nur in Mittel- und Nordostfrankreich sowie in Mittel- und Süddeutschland vor. Eine Population befindet sich außerdem in Belgien (Van Rompaey & Devosalle 1979). Die Art fehlt in Österreich und der Schweiz. Sie ist ein subatlantisches Florenelement.

### Verbreitung in Deutschland
Linum leonii kommt sehr selten in Thüringen, dem Harzvorland (nördliche Vorkommensgrenze im Naturschutzgebiet Ziegenberg bei Heimburg), in Hessen, Süd-Niedersachsen, im Taubertal und an der Mosel vor. Auch in der Südeifel auf den Keuperkuppen im Nimstal ist er zu finden.

### Verbreitung in Frankreich
In Frankreich befinden sich etwa 80 % der Gesamtvorkommen. Die meisten davon sind in Zentral- (Pariser Becken) und Ost-Frankreich (Elsaß-Lothringen) zu finden.

## Sonstiges
Der Lothringer Lein wurde früher zusammen mit der in England vorkommenden Sippe Englischer Lein (Linum anglicum) als Unterart des Alpen-Leins (Linum alpinum) angesehen. Nach aktueller Auffassung weichen die in England vorkommenden Formen deutlich von den französischen und westdeutschen ab. Alle Sippen werden inzwischen als eigenständige Arten behandelt.
Während der Österreichische Lein (Linum austriacum) und der Ausdauernde Lein (Linum perenne) mit all ihren Unterarten weitgehend selbststeril sind, ist der Lothringer Lein ein Selbstbestäuber und daher nicht auf Fremdbestäubung angewiesen.

## Artenschutz
Gefährdung in Deutschland: Kategorie 3: gefährdet
Gesetzlicher Schutz nach BNatSchG: besonders geschützt